# Nordre Ringvej (Viborg)
 For alternative betydninger, se Nordre Ringvej. (Se også artikler, som begynder med Nordre Ringvej)
Nordre Ringvej  er en 2 sporet hovedvej, der går nord om Viborg. Nordre Ringvej indgår i Primærrute 13 og Primærrute 16. Ringvejen ligger i forlængelse af Vestre Ringvej, der går vest om Viborg.
Den nuværende Nordre Ringvej blev åbnet for trafik i efteråret 1993, men hovedparten af vejstrækningen er anlagt i etaper mellem 1976 og 1989.

## Forløb
Nordre Ringvej begynder øst for Viborg, ca. 1 km øst for krydset Randersvej/Nordre Ringvej. Herfra fortsætter den mod vest forbi Randersvej, Houlkærvej, Røddingvej, Indre Ringvej/Aalborgvej (Primærrute 13), Agerlandsvej til den rundkørsel, som forbinder ringvejen med Skivevej (Primærrute 26), Løgstørvej (Sekundærrute 533) og Vestre Ringvej (Primærrute 13, 16 og 26).

## Historie
Der har siden slutningen af 1970'erne været udarbejdet en række forslag til omfartsveje ved Viborg. I 1988 opnåedes enighed mellem Viborg Byråd, Viborg Amtsråd og Vejdirektoratet om at etablere et omfartsvejsystem nord, vest og syd om Viborg by, som beskrevet i rapporten »Overordnede veje i Viborg-området« Vejdirektoratet, marts 1988.
Den nuværende Nordre Ringvej blev åbnet for trafik i efteråret 1993. Her åbnede den vestligste delstrækning fra Aalborgvej/Indre Ringvej til den nye rundkørsel, som samtidigt åbnede for trafik mellem Skivevej, Løgstørvej og Nordre Ringvej. Vejstrækningen øst for Aalborgvej/Indre Ringvej åbnede i etaper mellem 1976 og 1989. En delstrækning af den nuværende Nordre Ringvej mellem Houlkærvej og Hedebakken åbnede for trafik i 1976. En delstrækning af den nuværende Nordre Ringvej mellem Houlkærvej og Røddingvej åbnede for trafik i 1980. En delstrækning af den nuværende Nordre Ringvej mellem Røddingvej og Aalborgvej/Indre Ringvej åbnede for trafik i 1984. En delstrækning af den nuværende Nordre Ringvej mellem Hedebakken og østenden af Nordre Ringvej åbnede for trafik i 1989.